# Fortyfikacje obronne w Świdnicy
Fortyfikacje Świdnicy – zespół umocnień stałych zbudowanych w okresie średniowiecza oraz w czasach nowożytnych.

## Fortyfikacje średniowieczne
Obejmują: potrójne mury obronne wokół miasta z basztami, bramami i wieżami otoczonymi fosą zbudowane w XIII i XIV w. Współcześnie fragmenty murów zachowane zostały przy. ul. Wrocławskiej i al. Niepodleglości.

## Fortyfikacje nowożytne
Zbudowane w latach 1747–1753, w ramach przekształcenia Świdnicy z miasto twierdzę – Twierdza Świdnica (niem. Festung Schweidnitz). Rozbudowywano je do roku 1783. Do dziś zachowały się resztki niektórych obiektów, jak:
- Fort Szubieniczy – znajdujący się pomiędzy ul. Parkową i ul. Saperów,
- Reduta Kościelna – w parku między ul. Gdyńską i ul. Saperów;
- Fort Jawornicki (Strzegomski) – znajdujący się w parku Sikorskiego;
- Reduta Jawornicka – umiejscowiona w Parku Młodzieżowym;
- Fort Ogrodowy – zachowany również w Parku Młodzieżowym;
- Reduta Ogrodowa;
- Fort Witoszowski – znajdujący się po obu stronach ul. Sprzymierzeńców;
- Reduta Wodna – znajdująca się w Parku Centralnym;
- Fort Rogowy – zachowany w obrębie ul. Równej i ul. Wodnej

Ponadto zachowały się pozostałości tzw. fleszy:
- Flesza Szubienicza – okolice cmentarza żydowskiego,
- Flesza Jawornicka – obecnie amfiteatr świdnicki,
- Flesza Ceglana – znajdująca się w Parku Młodzieżowym,
- Flesza Nowomłyńska – przy ul. Śląskiej i ul. Brzozowej.

Zachowane zostały również pozostałości dawnych hangarów:
- Hangar Nowomłyński
- Hangar Ceglany

Twierdza świdnicka była kilkakrotnie oblegana w trakcie wojny siedmioletniej; w 1761 roku zdobyły ją wojska austriackie dowodzone przez Ernesta Laudona; w 1762 była oblegana przez wojska pruskie.
4 października 1866 roku Świdnica została ogłoszona miastem otwartym, po czym 1 maja 1867 roku rozpoczęto burzenie fortyfikacji, które trwało do końca XIX wieku.